# Danh sách chương truyện Blood+
| |  |  |  |  |
| Ba loạt manga Blood+ được viết và minh họa bởi bởi manga-ka khác nhau. Khi so sánh vol đầu tiên bao gồm từ Blood+, Blood+ Adaigo, và Blood+ Yakōjōshi, người ta có thể thấy rằng mỗi cái đều khác biệt từ nghệ thuật, thiết kế trong khi vẫn được dựa trên thiết kế nhân vật cơ bản từ anime. |  |  |  |  |

Đây là danh sách đầy đủ của chương cho ba loạt manga phát hành cho Blood+. Blood+ là một loạt anime 50 tập được sản xuất bởi  Production I.G và Aniplex mà ban đầu được phát sóng tại Nhật Bản từ ngày 8 tháng 10 năm 2005 tới ngày 23 tháng 9 năm 2006. Để dẫn đến ra mắt của anime, Production I.G sáng tạo ba bộ manga khác nhau để buộc vào anime. Bộ manga đầu tiên, cũng có tên Blood+, và được viết bởi Katsura Asuka, là một loạt 5 volume mà lần đầu tiên phát hành tại Beans Ace Magazine vào tháng 7 năm 2005, bao gồm các câu chuyện cùng một sự kiện với anime. Bản thứ 2 là Blood+: Adagio đã được viết bởi Suekane Kumiko, là một loạt hai volume phát hành trên số ra tháng 9 năm 2005 của Shōnen Ace kể kinh nghiệm của Saya và Hagi trong cuộc Cách mạng Nga. Loạt thứ ba, Blood+: Kowloon Nights, phát hành tại Nhật Bản như là Blood+ Yakōjōshi, là một loạt tankōbon duy nhất của Kisaragi Hirotaka. Nó được phát trên số ra tháng 9 của Asuka Ciel . Thiết lập tại Thượng Hải, nó kể về Hagi khi anh tìm kiếm Saya và các biến chứng mà anh phải giải quyết.  Không giống như các chuyển thể manga khác của Blood+, đó là seinen và shōnen, Blood+: Kowloon Nights là một shōjo manga, nhất là thuộc thể loại shōnen-ai (hoặc Boy's Love).
Đối với ba loạt truyện, các vol tankōbon đã được xuất bản bởi Kadokawa Shoten . Tất cả ba chuyển thể manga đã được cấp phép phát hành bằng ngôn ngữ tiếng Anh ở Bắc Mỹ bởi Dark Horse Comics .

## Volumes

### Blood+
| - "Blood+ 01" (BLOOD+01 "Buraddo Purasu 01") - "Bonus Manga" (おまけまんが "Omake Manga") - "Message from Chizu Hashii" (特別寄稿: 箸井地図 "Tokubetsu Kikō Hashii Chizu") - Preview of the Blood+: First Kiss novel |

| - "Blood+ 02" (BLOOD+02 "Buraddo Purasu 02") - "Bonus Manga" (おまけまんが "Omake Manga") |

| - "Blood+ 03" (BLOOD+03 "Buraddo Purasu 03") - "Bonus Manga" (おまけまんが "Omake Manga") |

| - "Blood+ 04" (BLOOD+04 "Buraddo Purasu 04") - "Bonus Manga" (おまけまんが "Omake Manga") |

| - "Blood+ 05" (BLOOD+05 "Buraddo Purasu 05") - "Afterword" (あとがき "Atogaki") |

### Blood+: Adagio
| - "Blood+ Adagio 1" (BLOOD+ΑI "Buraddo Purasu Adājo I") - "Afterword by Seiji Takeda" (あとがき 竹田菁滋 "Atogaki Takeda Seiji") |

| - "Character Profiles" (登場人物紹介 "Tōjō Jinbutsu Shōkai") - "Blood+ Adagio 2" (BLOOD+ΑII "Buraddo Purasu Adājo II") - "Character Sketches by Kumiko Suekane" (スエカネクミコ·キャラクタースケッチ "Suekane Kumiko Kyarakutā Sukecchi") |

### Blood+: Kowloon Nights
| # | Phát hành chính ngữ | Phát hành chính ngữ | Phát hành tiếng Việt | Phát hành tiếng Việt |
| # | Ngày phát hành      | ISBN                | Ngày phát hành       | ISBN                 |
| --- | ------------------- | ------------------- | -------------------- | -------------------- |
| 1 | 26 tháng 4 năm 2006 | 978-4-04-713810-0   | 3 tháng 2 năm 2010   | 978-1-59582-444-8    |
| \| - "First Night" (第一夜 "Dai Ichi Yoru"?) - "Second Night" (第二夜 "Dai Ni Yoru"?) - "Third Night" (第三夜 "Dai San Yoru"?) - "Fourth Night" (第四夜 "Dai Yon Yoru"?) - "Fifth Night" (第五夜 "Dai Go Yoru"?) - "Afterword" (あとがき "Atogaki"?) - "Kaisetsu ga wari no Purodyūsā Taidan" (解説がわりのプロデューサー対談 "Kaisetsu ga wari no Purodyūsā Taidan"?) \| |                     |                     |                      |                      |
| - "First Night" (第一夜 "Dai Ichi Yoru") - "Second Night" (第二夜 "Dai Ni Yoru") - "Third Night" (第三夜 "Dai San Yoru") - "Fourth Night" (第四夜 "Dai Yon Yoru") - "Fifth Night" (第五夜 "Dai Go Yoru") - "Afterword" (あとがき "Atogaki") - "Kaisetsu ga wari no Purodyūsā Taidan" (解説がわりのプロデューサー対談 "Kaisetsu ga wari no Purodyūsā Taidan")              |                     |                     |                      |                      |

## Chú giải
1. ↑  Volume  4 đã được lên kế hoạch cho năm 2008, phát hành ngày 12 tháng 11, tuy nhiên, do in lầmt, vol đó đã được thu hồi và thay đổi ngày công bố thay đổi.